# 278 до н. е.

## Події
- Новий володар Віфінії Нікомед I.
- Облога Трезена
- Облога Сиракуз

### Астрономічні явища
- 24 травня. Гібридне сонячне затемнення.[1]
- 28 листопада. Кільцеподібне сонячне затемнення.[1]

## Померли
- Метродор Лампсакський Молодший, давньогрецький філософ-епікуреєць
- Зіпойт I, другий цар незалежної Віфінії
- Цюй Юань, китайський поет. Покінчив життя самогубством, кинувшись до річки. На честь його пам'яті щорічно відзначається свято човнів-драконів.